# Sarmizegetusa Regia
Koordinaten: 45° 37′ 22″ N, 23° 18′ 37″ O

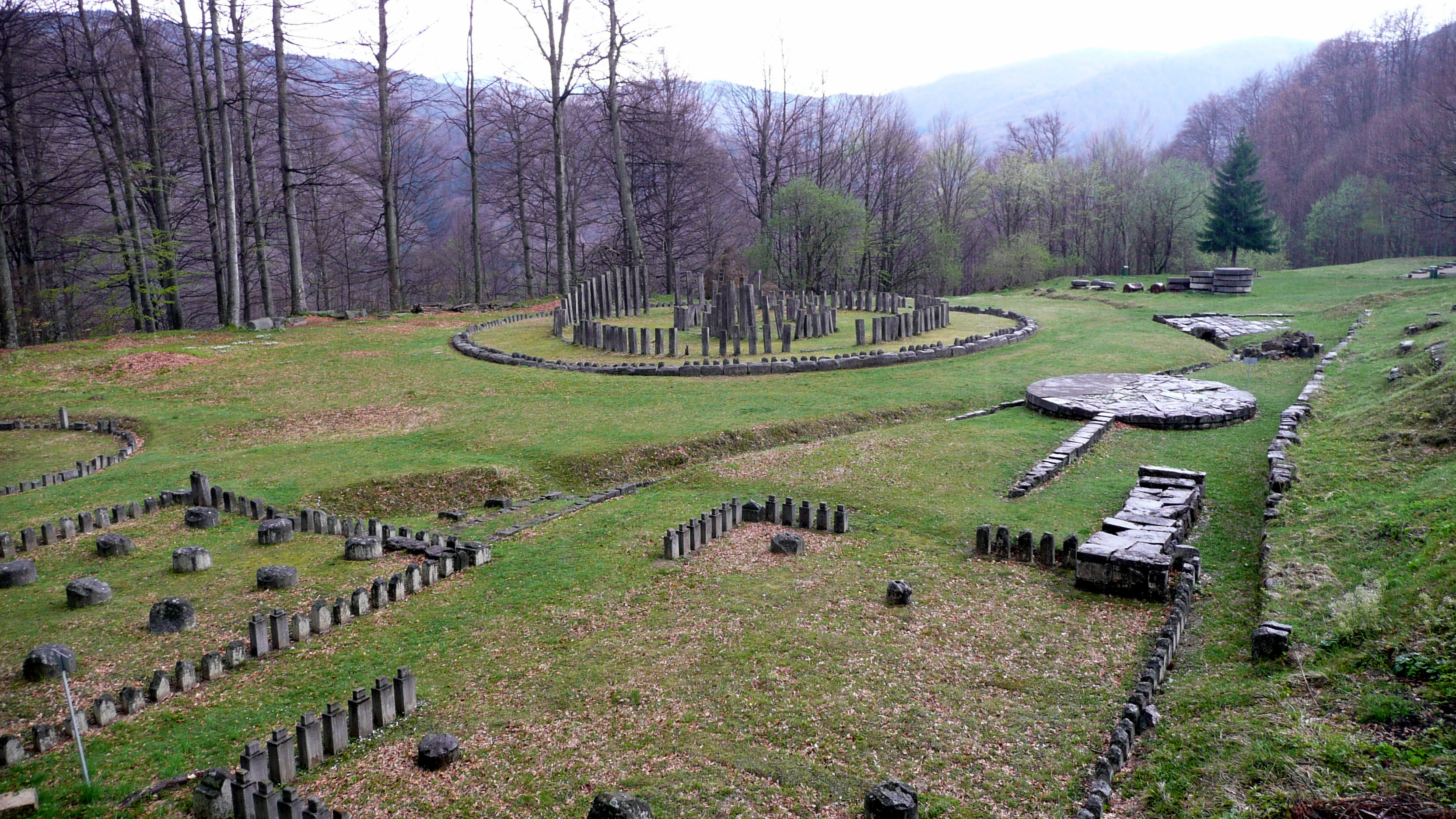
Dakische Festung Sarmizegetusa Regia

Sarmizegetusa Regia, auch Sarmizegetusa (nicht zu verwechseln mit der römischen Kolonie Ulpia Traiana Augusta Dacica Sarmizegetusa) war bis zur Zerstörung im Jahre 106 im zweiten Dakerkrieg des römischen Kaisers Trajan ein militärischer Stützpunkt und Hauptstadt des antiken Reichs der Daker.

## Lage und Kulturraum
Die archäologische Stätte liegt in den Brooser Bergen nahe der rumänischen Stadt Orăștie im Kreis Hunedoara (Siebenbürgen) auf dem Gebiet des eingemeindeten Dorfes Grădiștea de Munte der Gemeinde Orăștioara de Sus. Reiche Vorkommen von Kupfer, Gold und Eisen im Kreis Hunedoara förderten seit der Besiedlung im Neolithikum einen weiträumigen Handel und regen Kulturaustausch. Archäologische Funde bezeugen seit der Bronzezeit Verbindungen zwischen den Kulturen der Lausitz im Norden und der Griechen im Süden sowie mit der westlichen Urnenfeld-Kultur und dem Schwarzen Meer.

## Archäologie und Geschichte

Archäologische Übersichtskarte der dakischen Festung Sarmizegetusa Regia

Die ehemalige dakische Siedlung wurde seit dem 18. Jahrhundert ausgegraben. In Sarmizegetusa wurden dabei östlich der zentralen Festung bedeutende Tempelanlagen freigelegt. Die Stadt wird als thrakisch klassifiziert, zu denen der Volksstamm der Daker zugerechnet wird, die das Gebiet unter Burebista vermutlich von den Boiern eroberten.
Sarmizegetusa Regia war von etwa 80 v. Chr. bis 106 n. Chr. ein Handels-, Wirtschafts- und religiöses Zentrum des dakischen Staats.  Dieser Ort war durch einen Ring einzelner Festungen mit dem Zentrum Sarmizegetusa gesichert.
Seit 1995 besteht eine Kooperation zwischen dem Althistorischen Institut der Universität zu Köln und seitens Rumäniens dem Nationalmuseum der Geschichte Transsilvaniens und der Babeș-Bolyai-Universität Cluj.
Die sechs Festungen Sarmizegetusa(⊙), Costești-Blidaru(⊙), Costești-Cetățuie(⊙), Căpâlna(⊙), Piatra Roșie(⊙), und Bănița(⊙) wurden 1999 in die Liste des UNESCO-Weltkulturerbes aufgenommen.
Die Römer errichteten etwa 40 Kilometer südwestlich die nur namensverwandte Veteranenkolonie Colonia Ulpia Traiana Augusta Dacica Sarmizegetusa, die zuerst schlicht Colonia Dacica hieß.